# GEOS (8-разрядная операционная система)
GEOS (Graphic Environment Operating System) — операционная система с графическим интерфейсом (GUI), разработанная компанией Berkeley Softworks (позднее — Geoworks) для компьютера Commodore 64.

## Описание

GEOS для Commodore 64. Подражая традиции именования фирмой Commodore ядер операционных систем, Berkeley назвала ядро GEOS «kernal» (cf. kernel).

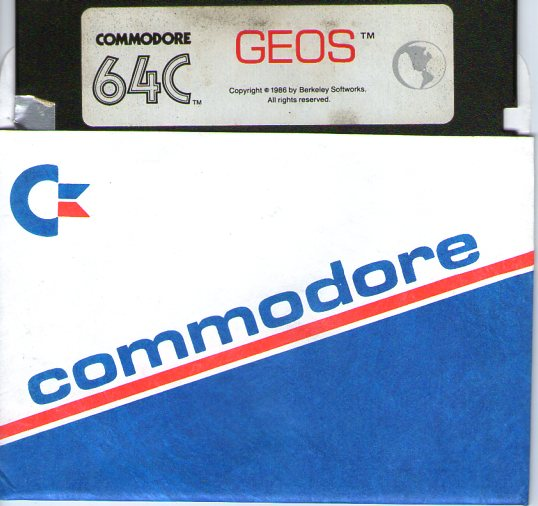
На диске

Основатель компании Berkeley — Брайн Доэрти утверждал, что компания использовала собственное ПО на 8-битных компьютерах Commodore в течение многих лет.
Улучшенные версии GEOS позже стали доступны для компьютеров Commodore 128, семейства Apple II и Commodore Plus/4.
GEOS была написана группой разработчиков, которые ранее специализировались на программировании для игровых приставок, таких как Atari 2600, обладавших ограниченными ресурсами.
GEOS поддерживала манипулятор «мышь» компьютера Commodore 1351, а также модули расширения памяти (например, Commodore REU). GEOS для C128 также полностью поддерживала видеорежим VDC (640×200 точек), обеспечивая изображение на совместимом цветном мониторе. В течение многих лет Commodore поставляла GEOS в комплекте с обновлёнными Commodore 64/64C.
Версия GEOS для C64 имела встроенный «быстрый загрузчик» (англ. fast loader) под названием disk Turbo, который позволял существенно повысить скорость доступа к дисководу Commodore 1541. Также GEOS 128 могла использовать специфический для C128 усовершенствованный режим (англ. burst mode), для взаимодействия с дисководами компьютеров Commodore 1571 и Commodore 1581.
GEOS поддерживала множество принтеров, включая HP PCL и Apple LaserWriter, которые можно подключить к последовательной шине Commodore как с помощью комплектного кабеля «geoCable», так и используя кабель с интерфейсом RS-232 или Centronics. Возможность качественной печати и широкая поддержка принтеров, стали главными факторами, сделавшими GEOS популярной ОС у издателей для создания макетов и вёрстки страниц.
Версия GEOS для Apple II, выпущенная в августе 2003 года, распространялась бесплатно, но не имела открытый исходный код. За ней в феврале 2004 года последовала версия для Commodore 64/128.
GEOS своим внешним видом и принципом взаимодействия с пользователем напоминает Macintosh System Software.

## Программное обеспечение для GEOS
Для GEOS написана масса приложений как разработчиками самой ОС, так и сторонними фирмами. Среди них наиболее известными и распространенными являются: [?]
- geoBASIC
- geoCable
- geoCalc — электронная таблица
- geoChart
- geoDex
- geoDraw
- geoFAX
- geoFile
- geoFont
- geoLabel
- geoPaint — графический редактор
- geoPrint
- geoProgrammer
- geoPublish — издательский пакет
- geoSpell
- geoWrite — текстовый редактор
- geoWrite Workshop